# Fußball-Europameisterschaft der Frauen 2001/Deutschland
Dieser Artikel behandelt die deutsche Nationalmannschaft bei der Fußball-Europameisterschaft der Frauen 2001 in Deutschland.

## Qualifikation
Ungefährdet qualifizierte sich die deutsche Mannschaft für das Finalturnier. Lediglich in Italien gab ein 4:4-Unentschieden, bis heute das torreichste Remis der Länderspielgeschichte. Inka Grings und Birgit Prinz waren mit je sieben Tore die erfolgreichsten Torschützinnen. Prinz erzielte alleine beim 6:1-Sieg in der Ukraine vier Tore.
|  | Deutschland – Ukraine |  | 3:0 (1:0) |
|  | 1:0 Grings (30.), 2:0 Grings (85.), 3:0 Fitschen (90.)                                                                                           |  |           |
|  | Deutschland – Island |  | 5:0 (3:0) |
|  | 1:0 Grings (6.), 2:0 Wiegmann (25.), 3:0 Voss (39.), 4:0 Wiegmann (64.), 5:0 C. Müller (86.)                                                     |  |           |
|  | Italien – Deutschland |  | 4:4 (2:3) |
|  | 0:1 Fitschen (7.), 0:2 Grings (12.), 1:2 Panico (29.), 1:3 Grings (30.), 2:3 Panico (37.), 3:3 Panico (68.), 3:4 Wiegmann (72.), 4:4 Zorri (76.) |  |           |
|  | Deutschland – Italien |  | 3:0 (2:0) |
|  | 1:0 Prinz (18.), 2:0 Grings (43.), 3:0 Smisek (82.)                                                                                              |  |           |
|  | Ukraine – Deutschland |  | 1:6 (1:4) |
|  | 0:1 Prinz (16.), 0:2 Prinz (17.), 1:2 Verazubova (24.), 1:3 Prinz (38.), 1:4 Grings (40.), 1:5 Prinz (58.), 1:6 C. Müller (73.)                  |  |           |
|  | Island – Deutschland |  | 0:6 (0:4) |
|  | 0:1 Jones (3.), 0:2 Hingst (5.), 0:3 Prinz (18.), 0:4 Prinz (42.), 0:5 Meinert (85.), 0:6 C. Müller (90.)                                        |  |           |

## Aufgebot
| Nr.        | Name              | Verein vor EM-Beginn   | Geburtstag | Spiele   | Tore     |          |          |          |
| Torhüter   | Torhüter          | Torhüter               | Torhüter   | Torhüter | Torhüter | Torhüter | Torhüter | Torhüter |
| ---------- | ----------------- | ---------------------- | ---------- | -------- | -------- | -------- | -------- | -------- |
| 20         | Nadine Angerer    | Bayern München         | 10.11.1978 | 0        | 0        | 0        | 0        | 0        |
| 1          | Silke Rottenberg  | FFC Brauweiler Pulheim | 25.01.1972 | 5        | 0        | 0        | 0        | 0        |
| Abwehr     |                   |                        |            |          |          |          |          |          |
| 3          | Linda Bresonik    | FCR 2001 Duisburg      | 07.12.1983 | 1        | 0        | 0        | 0        | 0        |
| 5          | Doris Fitschen    | Philadelphia Charge    | 25.10.1968 | 5        | 0        | 0        | 0        | 0        |
| 4          | Steffi Jones      | 1. FFC Frankfurt       | 22.12.1972 | 5        | 0        | 0        | 0        | 0        |
| 13         | Sandra Minnert    | 1. FFC Frankfurt       | 07.04.1973 | 4        | 0        | 0        | 0        | 0        |
| 2          | Kerstin Stegemann | FFC Flaesheim-Hillen   | 29.09.1977 | 4        | 0        | 0        | 0        | 1        |
| 14         | Madleen Wilder    | 1. FFC Turbine Potsdam | 06.07.1980 | 0        | 0        | 0        | 0        | 0        |
| 19         | Tina Wunderlich   | 1. FFC Frankfurt       | 10.10.1977 | 0        | 0        | 0        | 0        | 0        |
| Mittelfeld |                   |                        |            |          |          |          |          |          |
| 17         | Ariane Hingst     | 1. FFC Turbine Potsdam | 25.07.1979 | 5        | 0        | 0        | 0        | 0        |
| 16         | Renate Lingor     | 1. FFC Frankfurt       | 11.10.1975 | 5        | 1        | 0        | 0        | 0        |
| 15         | Navina Omilade    | FFC Brauweiler Pulheim | 03.11.1981 | 1        | 0        | 0        | 0        | 0        |
| 8          | Sandra Smisek     | FCR 2001 Duisburg      | 03.07.1977 | 5        | 3        | 0        | 0        | 0        |
| 10         | Bettina Wiegmann  | Boston Breakers        | 07.10.1971 | 5        | 2        | 0        | 0        | 1        |
| 7          | Pia Wunderlich    | 1. FFC Frankfurt       | 26.01.1975 | 5        | 0        | 0        | 0        | 0        |
| Angriff    |                   |                        |            |          |          |          |          |          |
| 6          | Maren Meinert     | Boston Breakers        | 05.08.1973 | 4        | 2        | 0        | 0        | 1        |
| 12         | Claudia Müller    | WSV Wolfsburg          | 21.05.1974 | 5        | 2        | 0        | 0        | 0        |
| 11         | Martina Müller    | SC 07 Bad Neuenahr     | 18.04.1980 | 2        | 0        | 0        | 0        | 0        |
| 9          | Birgit Prinz      | 1. FFC Frankfurt       | 25.10.1977 | 5        | 1        | 0        | 0        | 0        |
| 18         | Petra Wimbersky   | Bayern München         | 09.11.1982 | 2        | 1        | 0        | 0        | 1        |
| Trainer    |                   |                        |            |          |          |          |          |          |
|            | Tina Theune-Meyer |                        | 04.11.1953 |          |          |          |          |          |

## Die deutschen Spiele

### Vorrunde
- Deutschland – Schweden  3:1 (1:1)

(Erfurt, 23. Juni 2001, 10.252 Zuschauer)
Schweden ging nach 14 Minuten durch Hanna Ljungberg in Führung. Durch zwei Tore von Claudia Müller (42., 65.) ging Deutschland in Führung. Die Entscheidung fiel in der 78. Minute durch ein Tor von Maren Meinert.
Die deutsche Mannschaft spielte in folgender Aufstellung: Rottenberg – Stegemann, Jones, Fitschen, Minnert – P. Wunderlich (68. Hingst), Wiegmann, Lingor, Prinz (86. M. Müller) – Meinert, C. Müller (68. Smisek)
- Deutschland – Russland  5:0 (1:0)

(Erfurt, 27. Juni 2001, 6.249 Zuschauer)
Für Pia Wunderlich rückte Sandra Smisek in die Mannschaft. Der Führungstreffer fiel erst nach 43. Minuten durch Bettina Wiegmann. Die weiteren Tore fielen in der zweiten Halbzeit. Birgit Prinz (50.), Maren Meinert (69.) sowie Sandra Smisek (73., 89.) sorgten für einen verdienten Sieg.
Die deutsche Mannschaft spielte in folgender Aufstellung: Rottenberg – Stegemann (61. Hingst), Jones, Fitschen, Minnert – Smisek, Wiegmann, Lingor (78. Omilade), Prinz – Meinert, C. Müller (61. P. Wunderlich)
- Deutschland – England  3:0 (0:0)

(Jena, 30. Juni 2001, 11.312 Zuschauer)
Vor dem letzten Gruppenspiel nahm Tina Theune-Meyer zwei Änderungen vor. Für Kerstin Stegemann rückte Ariane Hingst in die Abwehr. Sandra Smisek rückte für Maren Meinert in den Sturm. Dafür kehrte Pia Wunderlich in die Startformation zurück. Innerhalb von zehn Minuten fielen die Tore für die deutsche Mannschaft. Petra Wimbersky (57.) erzielte den Führungstreffer. Bettina Wiegmann (65.) und Renate Lingor (67.) sorgten mit einem Doppelschlag für den Endstand und den Gruppensieg.
Die deutsche Mannschaft spielte in folgender Aufstellung: Rottenberg – Hingst, Jones, Fitschen, Minnert – P. Wunderlich (76. Bresonik), Wiegmann, Lingor, Prinz – Smisek (46. Wimbersky), C. Müller (46. M. Müller).

### Halbfinale
- Deutschland – Norwegen  1:0 (0:0)

(Ulm, 4. Juli 2001, 13.524 Zuschauer)
Wieder nahm Tina Theune-Meyer einige Änderungen vor. Kerstin Stegemann kehrte für Ariane Hingst in die Abwehr zurück. Maren Meinert spielte anstatt Claudia Müller im Angriff. In einer spannenden Begegnung erzielte Sandra Smisek in der 57. Minute durch einen Flugkopfball für das Tor des Tages.
Die deutsche Mannschaft spielte in folgender Aufstellung: Rottenberg – Stegemann, Jones, Fitschen, Minnert (46. Hingst) – P. Wunderlich (57. C. Müller), Wiegmann, Lingor, Prinz – Meinert, Smisek (70. Wimbersky).

### Finale
- Deutschland – Schweden  1:0 n.GG (0:0, 0:0)

(Ulm, 7. Juli 2001, 18.000 Zuschauer)
Für Sandra Minnert spielte Ariane Hingst auf der linken Abwehrseite. Während der regulären 90 Minuten fiel bei strömenden Regen kein Tor. Mit dem Beginn der Verlängerung hörte der Regen auf. In der 98. Minute erzielte Claudia Müller das goldene Tor.
Die deutsche Mannschaft spielte in folgender Aufstellung: Rottenberg – Stegemann, Jones, Fitschen, Hingst – P. Wunderlich, Wiegmann, Lingor, Prinz – Meinert, Smisek (55. C. Müller)